# Szastarka (Kraśnik)
Pour les articles homonymes, voir Szastarka.
Szastarka (prononciation : [ʂasˈtarka]) est un village polonais de la gmina de Szastarka dans le powiat de Kraśnik de la voïvodie de Lublin dans l'est de la Pologne.
Le village est le siège administratif (chef-lieu) de la gmina appelée gmina de Szastarka .
Il se situe à environ 12 kilomètres au sud-est de Kraśnik (siège du powiat) et 48 kilomètres au sud de Lublin (capitale de la voïvodie).

## Histoire
De 1975 à 1998, le village est attaché administrativement à la voïvodie de Tarnobrzeg.

Depuis 1999, il fait partie de la voïvodie de Lublin.